# 고노타니촌
고노타니촌(일본어: 神谷村)은 일본 고치현 아가와군에 설치되었던 촌이다. 현재의 이노정 남서부에 해당한다.

## 참고 문헌
- 角川日本地名大辞典編纂委員会,『角川日本地名大辞典 39 高知県』1983, 角川書店